# 李載東
李載東（韓語：이재동），韓國電視劇導演。

## 作品列表

### 電視劇
- 2004年：MBC《紅豆麵包》
- 2007年：MBC《謝謝》
- 2011年：MBC《絕不認輸》
- 2012年：MBC《想你》
- 2014年：MBC《我人生的春天》
- 2016年：MBC《不夜城》

### 總製作作品
- 2010年：MBC《Road No. 1》

### 企劃作品
- 2017年：MBC《小偷傢伙，小偷大人》

### 外部連結
- NAVER （页面存档备份，存于）